# Skywriter (singolo)
Skywriter è un brano del gruppo musicale statunitense The Jackson 5 estratto nel settembre 1973 come terzo ed ultimo singolo dall'omonimo album, dello stesso anno.

## Tracce
1. Skywriter – 3:01 (Larson/Marcellino)
2. Ain't Nothing Like the Real Thing – 2:27 (Nickolas Ashford, Valerie Simpson)